# 12517 Grayzeck
12517 Grayzeck eller 1998 HD52 är en asteroid i huvudbältet som upptäcktes den 30 april 1998 av LONEOS vid Anderson Mesa Station. Den är uppkallad efter den amerikanska astronomen Edwin John Grayzeck.